# Acanthis hornemanni
L'organetto artico (Acanthis hornemanni (Holboll, 1843) è un uccello passeriforme della famiglia dei Fringillidi.

## Etimologia
Il nome scientifico della specie, hornemanni, venne scelto in omaggio al botanico e docente universitario danese Jens Wilken Hornemann.

## Descrizione

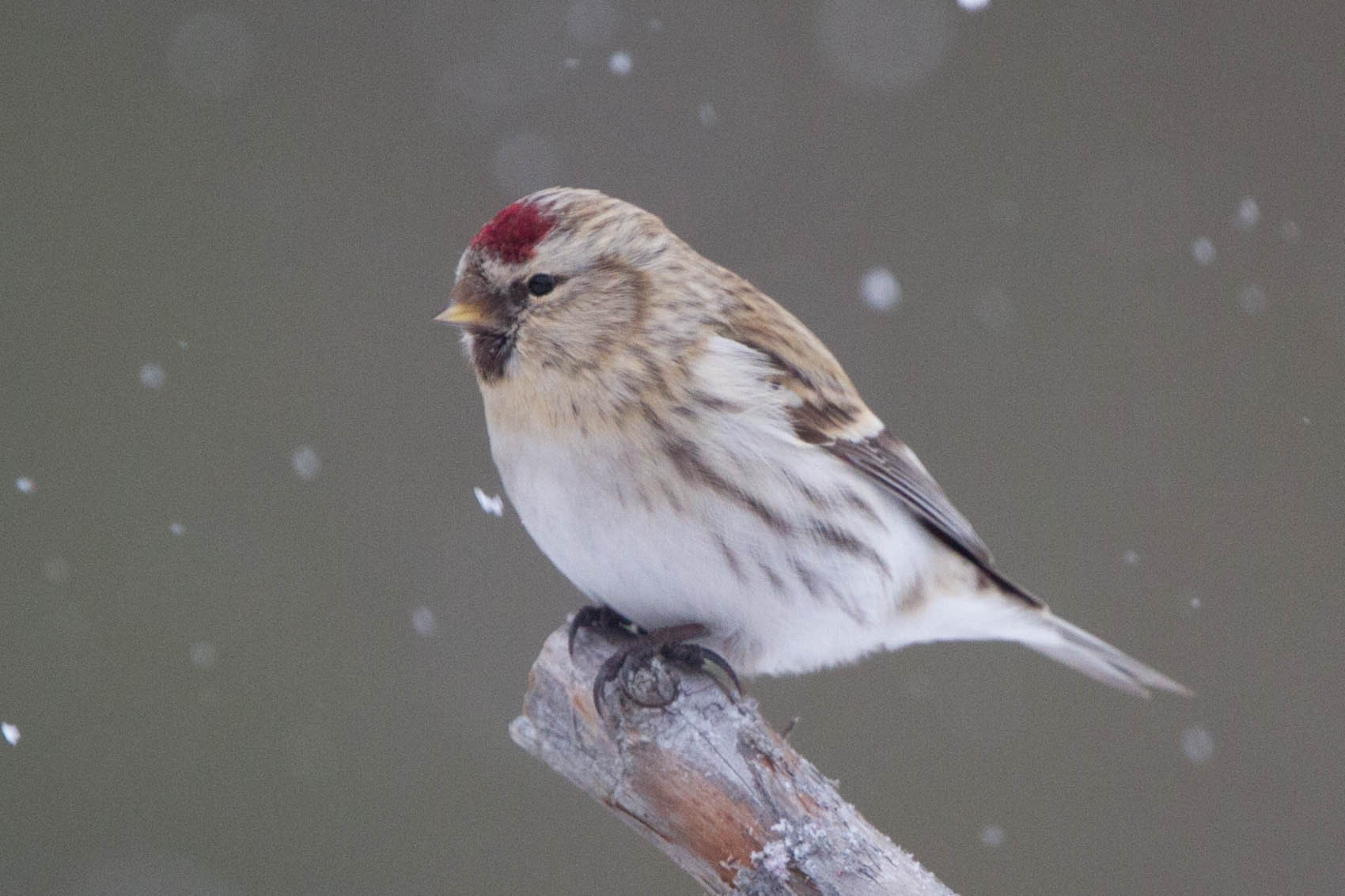
Maschio in Norvegia.

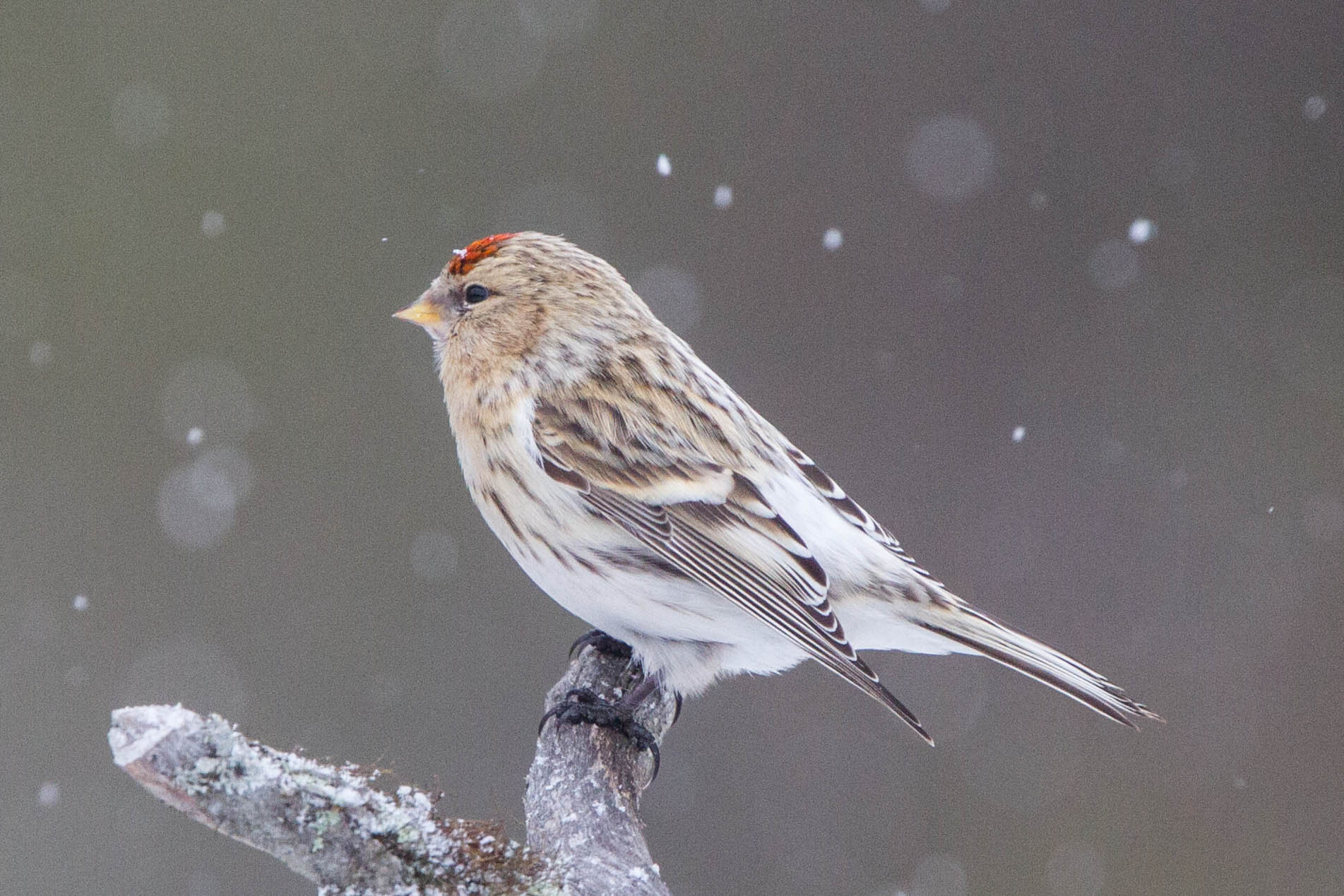
Femmina in Norvegia.

### Dimensioni
Tra gli organetti quello artico rappresenta la specie di taglia maggiore: può infatti raggiungere i 14 cm di lunghezza ed i 17-20 grammi di peso, per un'apertura alare di 22–25 cm.

### Aspetto
Si tratta di uccelli dall'aspetto robusto, muniti di testa grossa e arrotondata, piccolo becco conico, ali appuntite e coda allungata e dalla punta forcuta. Nel complesso, soprattutto le femmine risultano quasi indistinguibili dalle femmine di organetto comune, mentre i maschi, pur molto simili nell'aspetto, sono riconoscibili in gran parte dell'areale per la livrea più chiara e la taglia maggiore.
Il piumaggio è di colore bruno-beige su testa, area dorsale e fianchi, con le singole penne munite di punta più scura a dare un aspetto screziato: petto e ventre, così come sottocoda e groppone, sono di colore bianco soffuso, così come bianca è la doppia barra alare sulle remiganti, mentre il resto delle ali e la coda sono nere, così come neri sono l'orlo del becco, la bavetta sulla gola e la mascherina fra i lati del becco e l'occhio. La fronte è di colore rosso vivace in ambedue i sessi, mentre nei maschi, soprattutto durante la stagione riproduttiva, sono presenti vistose sfumature rosate su faccia, petto, codione e fianchi.

In ambedue i sessi il becco è giallo con una linea nera che ne percorre la sommità andando dalla punta alla base, le zampe sono di colore carnicino-nerastro e gli occhi sono di colore bruno scuro.

## Biologia

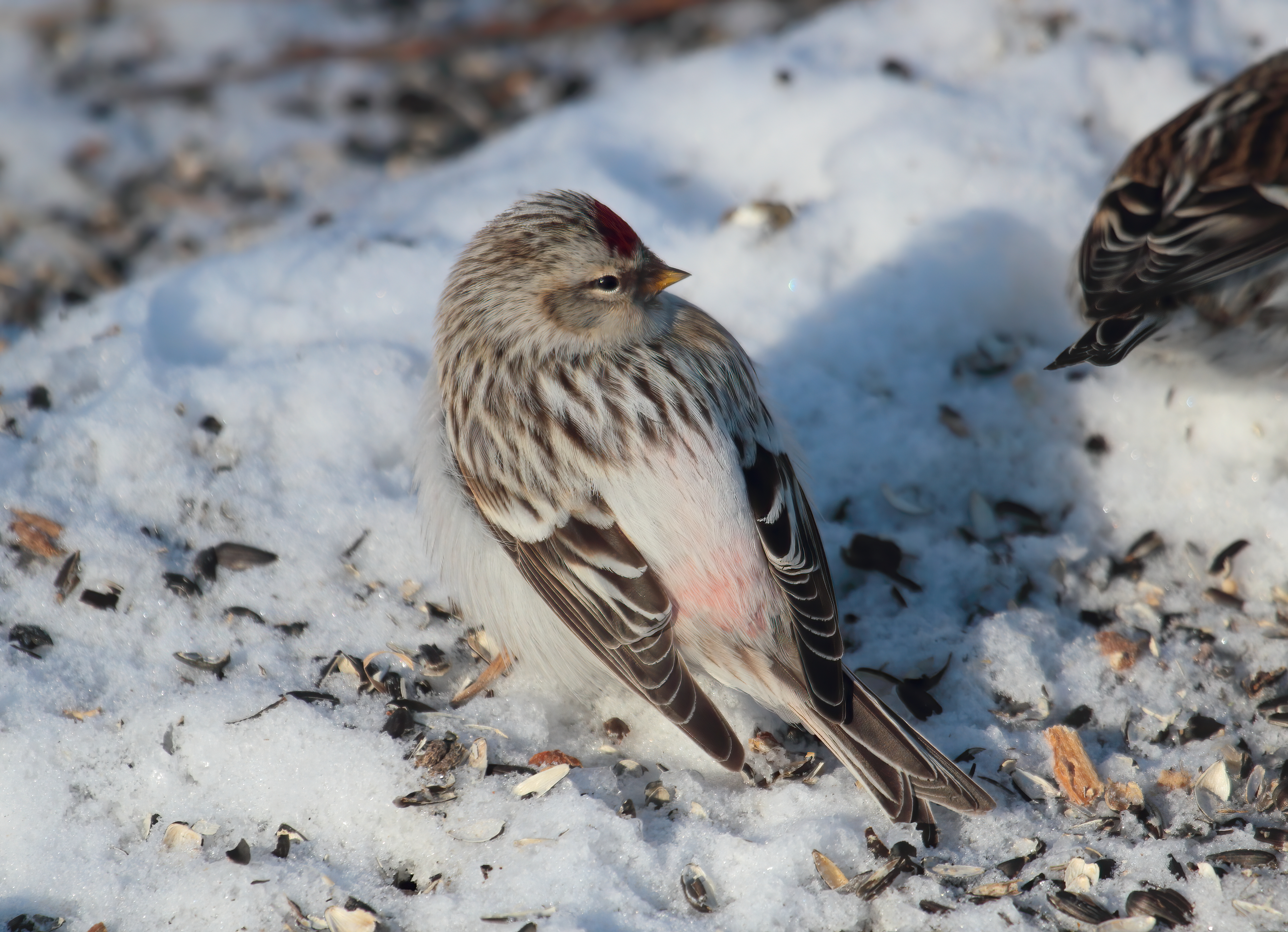
Esemplari si nutrono al suolo nel Québec.

Si tratta di uccelli dalle abitudini di vita essenzialmente diurne, che si muovono in gruppetti anche consistenti, talvolta in associazione col fanello comune ed altre specie affini, passando la maggior parte della giornata alla ricerca di cibo.

### Alimentazione
L'organetto artico è un uccello granivoro, la cui dieta è quasi interamente composta dai semi di betulla e ontano, oltre che da pinoli, bacche, germogli, foglioline e sporadicamente anche piccoli insetti.

### Riproduzione

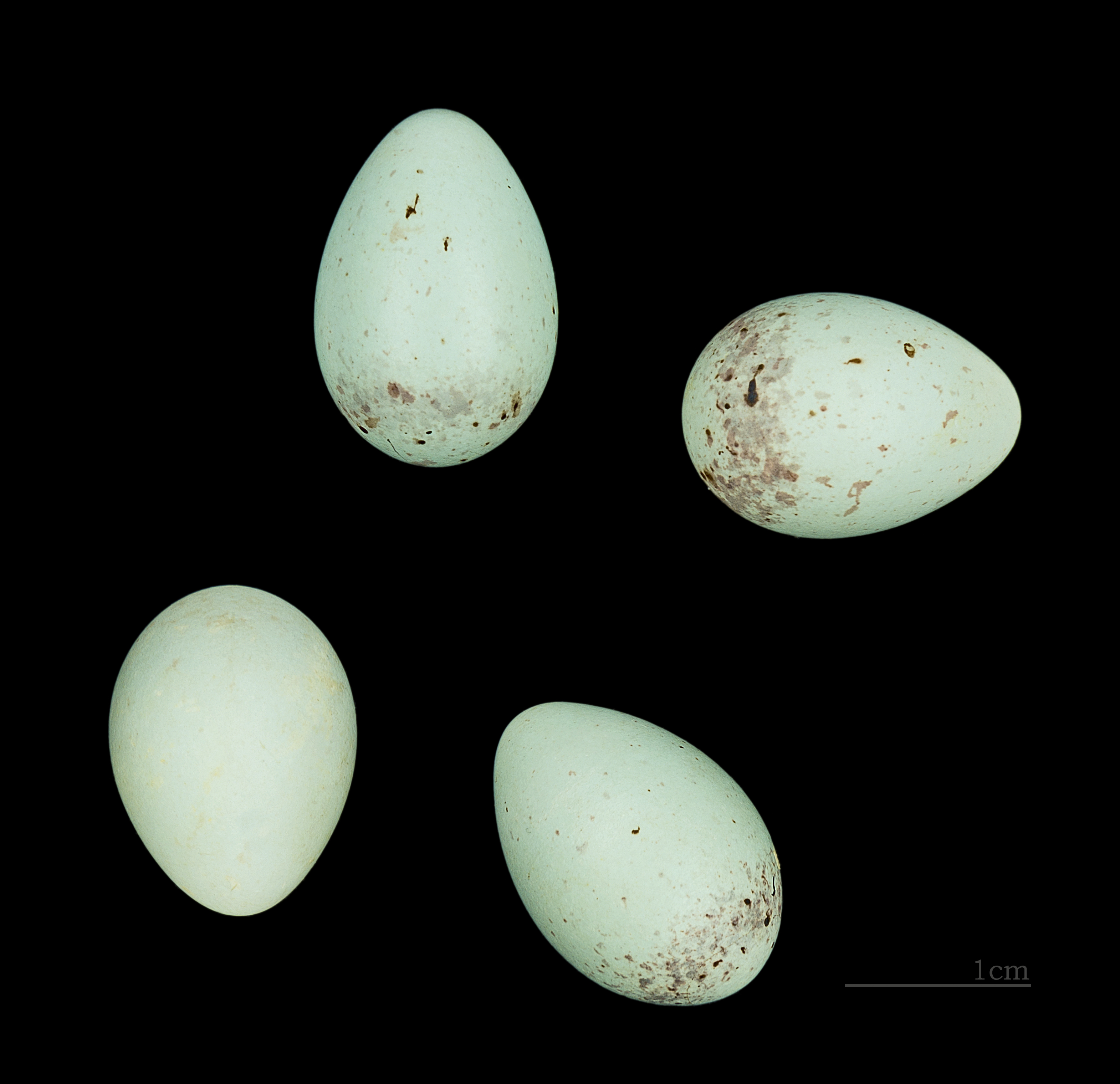
Uova della sottospecie exilipes.

La stagione riproduttiva coincide con la breve estate artica, fra maggio e luglio: si tratta di uccelli monogami, i cui maschi cantano e fanno voli di parata per attrarre le femmine, che vengono poi corteggiate seguendole da presso con le penne arruffate ed ali e becco semiaperti.
Il nido viene costruito dalla sola femmina: ubicato fra le rocce o in basso fra i rami di un cespuglio, esso ha forma di coppa e si compone di fibre vegetali intrecciate, foderate all'interno con licheni prima e lanugine in superficie. Al suo interno vengono deposte 3-7 uova, che la femmina cova da sola per due settimane (il maschio frattanto staziona di guardia nei pressi del nido ed imbecca la compagna). I nidiacei, ciechi ed implumi alla schiusa, vengono accuditi da ambedue i genitori, e sono in grado d'involarsi dopo due settimane: essi tendono tuttavia a rimanere nei pressi del nido fino a un mese e mezzo di vita, ricevendo (sebbene sempre più raramente) l'imbeccata dai genitori, prima di allontanarsene definitivamente e disperdersi.

## Distribuzione e habitat

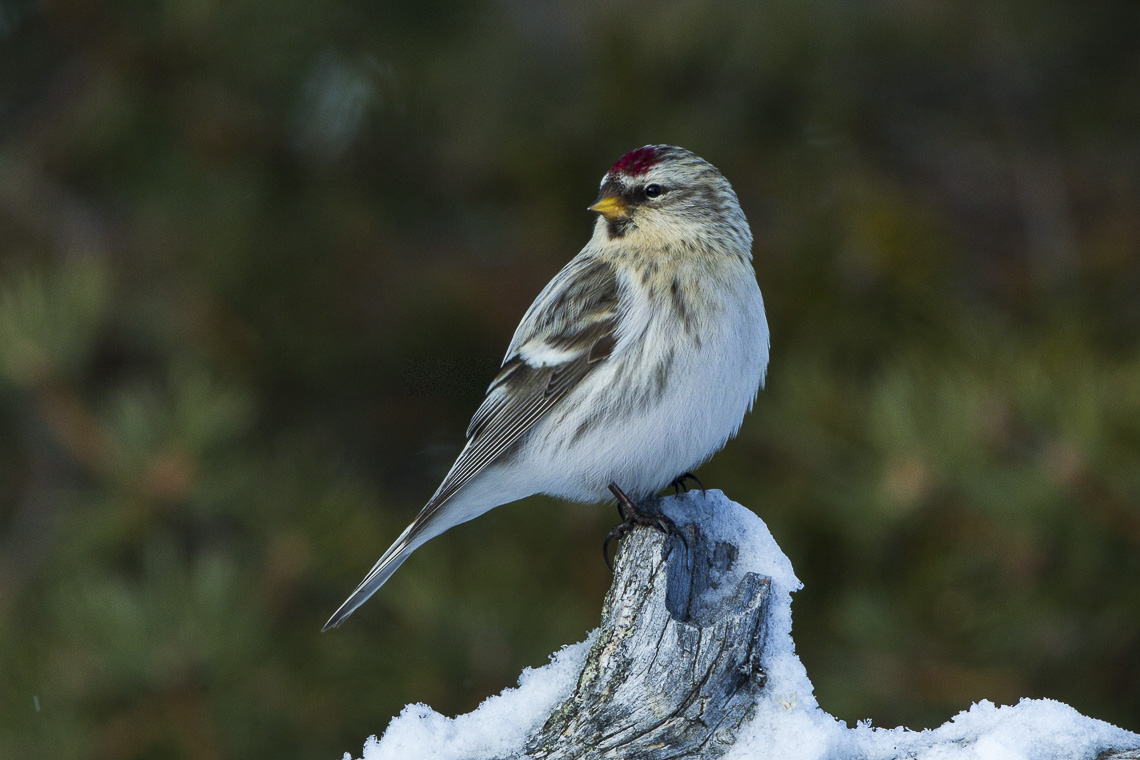
Esemplare in Finlandia.

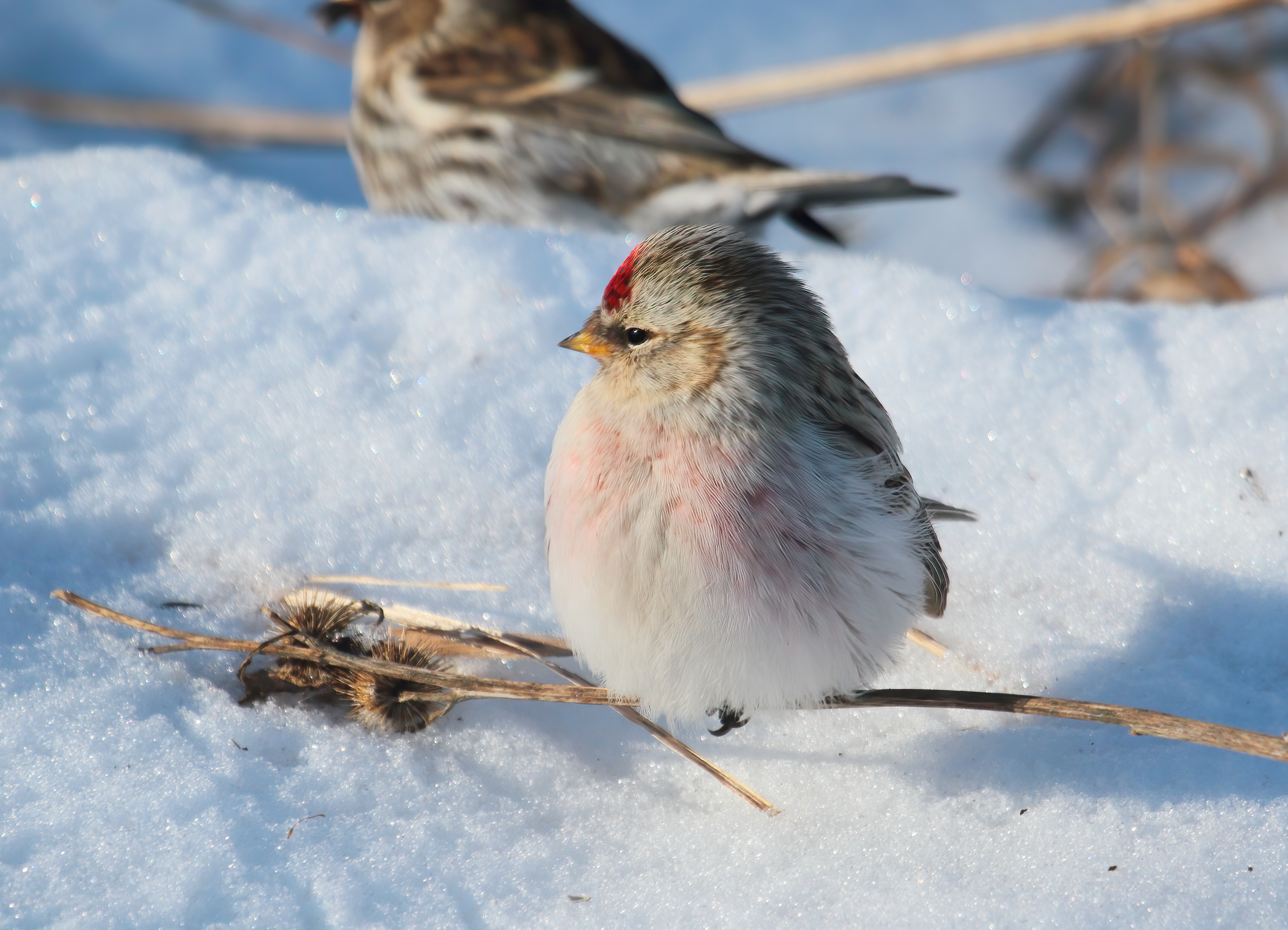
Esemplare nella neve in Québec.

Come intuibile dal nome comune, l'organetto artico è diffuso nelle Zone artiche di Eurasia (dal nord della Scandinavia al golfo dell'Anadyr') e Nord America (dall'Alaska al Labrador e Groenlandia). Si tratta di uccelli migratori, che durante i mesi freddi migrano a sud, con le popolazioni eurasiatiche che si spingono fino in Nord Europa, Gansu settentrionale, Mongolia Interna e Uiguristan settentrionale, mentre quelle americane scendono sulle coste dell'Alaska, in Canada e a sud fino al New England.
Il suo habitat naturale è rappresentato dalla tundra.

## Sistematica
Se ne riconoscono due sottospecie:

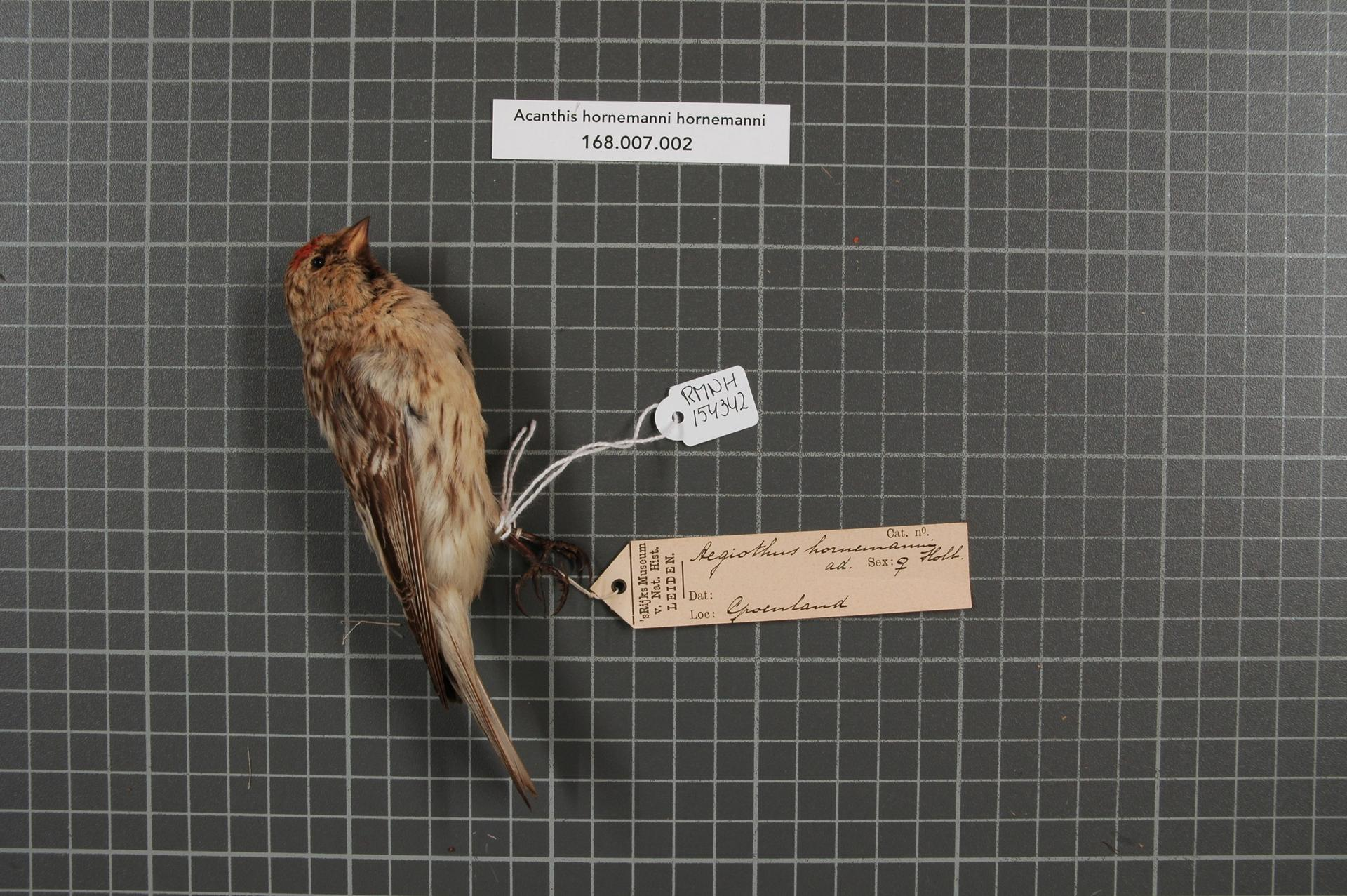
Femmina impagliata della sottospecie nominale.

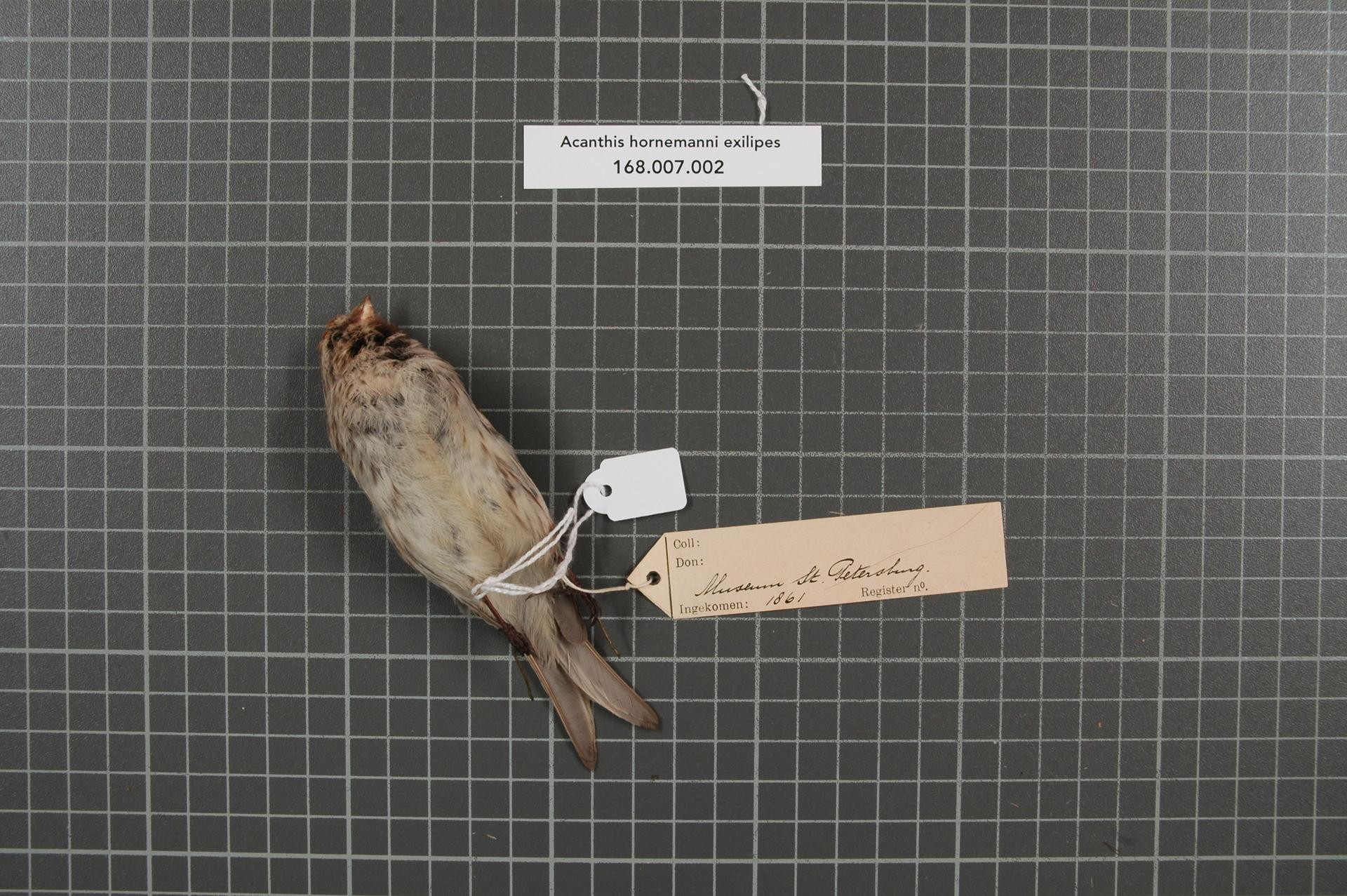
Femmina impagliata della sottospecie exilipes.

- Acanthis hornemanni hornemanni (Holboll, 1843) - la sottospecie nominale, diffusa nelle isole del Canada nord-orientale (Baffin, Ellesmere, Axel Heiberg, Devon, Bylot), oltre che in Groenlandia;
- Acanthis hornemanni exilipes (Coues, 1862) - diffusa nell'estremo nord della Scandinavia e da qui ad est fino al mare di Bering, oltre che in Alaska e nel nord di Yukon, Nunavut e Manitoba;

La sistematica della specie rimane ancora poco chiara, con alcuni autori che proporrebbero di accorpare l'organetto artico e le sue sottospecie all'organetto comune coi nomi rispettivamente di A. flammea hornemanni e A. flammea exilipes, in virtù delle scarse differenze genetiche fra le popolazioni.